# Truncatellina arcyensis
Truncatellina arcyensis is een slakkensoort uit de familie van de Vertiginidae. De wetenschappelijke naam van de soort is voor het eerst geldig gepubliceerd in 1943 door Klemm.